# 拉塞尔·约翰逊
拉塞尔·戴维·约翰逊（英語：Russell David Johnson，1924年11月10日—2014年1月16日），美国电影和电视剧演员，他最著名的表演是CBS的电视《梦幻岛》。
2014年1月16日，拉塞尔·约翰逊在华盛顿州班布里奇岛的家中因肾衰竭去世，享年89岁。